# Allaleigh
Allaleigh – przysiółek w Anglii, w Devon. Leży 33,2 km od miasta Plymouth, 40,4 km od miasta Exeter i 282,1 km od Londynu. W latach 1870–1872 miejscowość liczyła 93 mieszkańców.